# Nichi Vendola
Nicola (Nichi) Vendola (ur. 26 sierpnia 1958 w Bari) – włoski polityk komunistyczny i publicysta, były deputowany, od 2005 do 2015 prezydent Apulii.

## Życiorys
W wieku 14 lat zapisał się do Federacji Młodych Komunistów, działającej przy Włoskiej Partii Komunistycznej. Studiował później literaturę i filozofię, pracę dyplomową poświęcił twórczości Piera Paola Pasoliniego, włoskiego poety i reżysera. Pracował jako dziennikarz partyjnego czasopisma „L'Unità”. Napisał także kilka pozycji książkowych, m.in. Przed Bitwą (1983), Podmioty zagubione (1991) i Przewrócony świat (1994).
Zaangażował się w działalność Stowarzyszenie Włoskich Lesbijek i Gejów „Arcigay” (Associazione lesbica e gay italiana). Należy też do aktywistów Stowarzyszenia „LILA” (Włoskiej Ligi Walki z AIDS).
W 2005 został kandydatem opozycyjnego centrolewicowego bloku L'Unione na urząd prezydenta regionu Apulia. W koalicyjnych prawyborach nieznacznie pokonał związanego z chadecją profesora Francesca Boccię. Centrowe ugrupowania Unii krytykowały jego kandydaturę, wskazując, że komunista i homoseksualista nie będzie w stanie wygrać w uznawanym za konserwatywny i religijny regionie. Ostatecznie w głosowaniu Nichi Vendola niewielką liczbą głosów pokonał starającego się o reelekcję i wspieranego przez centroprawicę Raffaele Fitta. W związku z objęciem stanowiska prezydenta Apulii zrezygnował z mandatu poselskiego.
Po porażce swojej partii, Odrodzenia Komunistycznego, w przedterminowych wyborach w 2008, ubiegał się o przywództwo w partii, przegrywając z Paolem Ferrero. W styczniu 2009 opuścił RC wraz ze swoimi zwolennikami, stając na czele nowego ugrupowania pod nazwą Ruch na rzecz Lewicy.
W 2010 uzyskał reelekcję w wyborach regionalnych, a w 2013 uzyskał mandat posła do Izby Deputowanych XVII kadencji (z którego zrezygnował). W 2015 zakończył urzędowanie jako prezydent Apulii. Do 2016 pełnił funkcję przewodniczącego ugrupowania Lewica, Ekologia, Wolność.